# デキる猫は今日も憂鬱
『デキる猫は今日も憂鬱』（デキるねこはきょうもゆううつ）は、山田ヒツジによる日本の漫画作品。『水曜日のシリウス』（講談社）にて、2018年8月22日から連載中。『月刊少年シリウス』（同社）でも、2021年12月号から連載中。
「全国書店員が選んだおすすめコミック2020」11位、「次にくるマンガ大賞2020」Webマンガ部門18位。2025年2月時点で電子版を含むシリーズ累計部数は230万部を突破している。

## あらすじ
ある雪の降る冬の日、片付けられない系女子のOL・福澤 幸来は、小さな黒毛の野良ネコを拾う。幸来の汚部屋に連れて帰られた子猫は「諭吉」と名付けられ、命を助けてもらった恩を返そうと決意する。
幸来の愛情を一身に受けて、諭吉はすくすくと育っていき……、やがてクマのように巨大な身体に成長する。喋れないものの人語を理解し、二足歩行するだけに留まらず、スーパーで買い物をして炊事・洗濯・掃除などあらゆる家事をパーフェクトにこなすようになる。
それまで、栄養不足で仕事疲れが溜まりがちだった幸来であったが、諭吉の作った『栄養バランスの取れた料理』で食生活も改善し、仕事でも結果が出るようになったことから、職場の同僚の柴咲ゆりや尾代たちからは「仕事も家事もパーフェクトな、デキるOL」と誤解されてしまう。
一方、ゴミ出しや買い物に出かけている諭吉は、大家のオオヤさんやお隣のメイさんと交流したり、3歳の幼女 優芽に懐かれたり、諭吉がよく行くスーパーの店員 仁科理央に「着ぐるみ」だと思われたり、アイドルグループ『UMYU-Sea』に夢中になったりと、ネコとは思えない日常を送っていく。
本作は、ぶっきらぼうな性格の『デキる猫』の諭吉が、家事のできない『ダメ人間』の飼い主・幸来を世話するという、主従が逆転した2人を中心に、ありふれた日々を淡々とコミカルに描いた作品である。

## 登場キャラクター
声の項はテレビアニメの声優。

### 主要人物
福澤 幸来（ふくざわ さく）
声 - 石川由依
本作の主人公で、OL。諭吉の飼い主。会社内では美人で仕事が出来るため評判はいいが、生活能力や仕事に関係しないことはズボラなど壊滅的であり、諭吉いわく「ダメな人間」で悪い意味でプライドがない。諭吉を全然普通の猫と思ってはいないが、かなり甘えており、諭吉特製の美味しいご飯と肴つきの晩酌を楽しみ、何より、そこまでしてくれる諭吉を怒らせないために、仕事を嫌がりながらもなんとか毎日を乗り切っている。
諭吉が来るまでは家はゴミ屋敷同然の状態で、ベッドもまともに使えない状態となっていた。
実は柔術が出来るため、揉め事に強い。理央が元カレにしつこく絡まれた際、元カレを柔術で投げ飛ばしたことがある他、握力が相当強く、リンゴを握り潰すことが出来る。
諭吉（ゆきち）
声 - 安元洋貴
幸来が飼っている猫。雪の降る日にベンチの下にいたところ、幸来に拾われた。拾われたころはいわゆる普通の猫だったが、幸来のダメさ加減に少しずつお使いなど手伝いをして日々を過ごすうちに「デキる猫」を意識し始め、いつの間にかクマの様な大きさにまで成長していた。
二足歩行を行い、熊に見えるほど身体が大きく、人語を喋ることはできないが完全に日本語を理解しており、器用な手先で家事万端をこなす。ただし猫特有の特性や弱点も持ち合わせている。幸来のことを内心で「ダメ人間」と呼ぶがネコ缶のため、何より収入源である幸来のやる気を出させるために家出をせずに暮らしている。
周囲からは巨大な猫の着ぐるみを着ていると思い込まれており、仮装する話の際は背中にファスナーを付け、着ぐるみのように見せかけた。
常に何かしていないと落ち着かない性格で、暇になると意味も無く掃除などを行う。
最近のマイブームはギター演奏と家庭菜園、および、家庭菜園の脇に生えている雑草の中で可食可能な野草を採取、調理すること。

### 会社の同僚
柴咲 ゆり（しばさき ゆり）
声 - 加隈亜衣
幸来の部下。幸来のことを「幸来センパイ」と呼び、敬意を払っている少々おせっかい。敬意ばかりか好いている様子もある。実家で猫を飼っている。
織塚 馨（おりづか かおる）
声 - 小西克幸
幸来の上司。部長を務めている。織塚は幸来が猫を飼っていることは知っているが、熊のように巨大な諭吉のことは幸来の友達だと思っている。
尾代（おしろ）
声 - いなせあおい
幸来の同僚。
成田（なりた）
声 - 下山吉光
幸来の上司。常務。宴会の時よく酒を強引に進めるアルハラを行ってくる。

### ご近所さん
優芽（ゆめ）　
声 - 竹達彩奈
馨の姪で3歳。子供向け料理番組内で結成されたアイドルグループ「UMYU-Sea」のファンで、水族館で行われたイベントがきっかけで幸来や諭吉と仲良くなった。諭吉のことを「ユキちゃん」と呼んでいる。
優芽の母
声 - 日笠陽子
優芽の母であり、馨の姉。幸来が驚くほど若い容姿をしている。
優芽の祖母
声 - 久保田民絵
本名不明。目が不自由で車椅子に乗っている。
オオヤ（大矢）
声 - 利根健太朗
幸来の住むマンションの大家で、ゴミ捨て場の掃除をしている高齢の男性。猫嫌い。しかし、諭吉にゴミの分別を教えたりしている。少々乱暴なため、諭吉には迷惑ジジイ扱いされている。
お隣のメイさん
声 - 太地琴恵
幸来と同じマンションに住む高齢の女性。幸来が諭吉を拾ってきた時からの知り合い。諭吉と優芽が子猫を拾った際には一緒に飼い主を探すなど、優しい人物である。
仁科 理央（にしな りお）
声 - M・A・O
諭吉がよく行くスーパーの店員。学生。シフトの入りすぎで他のパートからはフリーターだと勘違いされている。ゆりの従姉妹だが、幸来がゆりの先輩であることは知らない。買い物に来る諭吉のことを初めは着ぐるみを着た変質者だと思っていたため、他の客からクレームがきそうで嫌だと考えていた。しかし、元カレと揉めている最中に諭吉が助けに入ってくれたことで、諭吉に対する考えを改めた。元カレを投げ飛ばして助けてくれた幸来には、同性であるが好意（恋愛感情）を寄せている。
店長
声 - 入野自由
諭吉行きつけのスーパーの店長。かなりの猫好き。

### その他
福澤透香
声 - 佐藤聡美
幸来の母。ヴァイオリニスト。ほぼ引退しており、子供相手に教室を開いている。猫好き。
幸来の父
声 - 福山潤
幸来の父親で棋士。教室を開いて、子供たちに将棋を教えている。穏やかな性格で酒に弱い。酔っぱらった際に見た諭吉をクマと間違えた。
UMYU-Sea（ウミューシー）
声 - 雨宮夕夏（ゴマフ）、陶山恵実里（イチゴミルク）、結名美月（アカネ）、久住琳（クロ）、愛原ありさ（アオ）
ゴマフビロードウミウシ、アカネサスウミウシ、アオウミウシ、クロシタナシウミウシ、イチゴミルクウミウシからなる5人組のウミウシ系アイドル。元は子供向け料理番組「GO！ウミウシ戦隊UMYU-Sea!!」にて結成された。子供から絶大な人気を誇る。現在漫画に登場しているのはゴマフビロードウミウシ、アカネサスウミウシ、アオウミウシの3人のみである。テレビ出演以外にも水族館でイベントを行ったり、料理本を出版、サイン会、ライブを開くなど活動の幅が広い。

## 書誌情報

### 漫画
- 山田ヒツジ 『デキる猫は今日も憂鬱』 講談社〈シリウスワイドKC〉、既刊11巻（2025年4月9日現在）
  1. 2019年4月9日発売[9][講 1]、ISBN 978-4-06-515173-0
  2. 2019年9月9日発売[講 2]、ISBN 978-4-06-516903-2
  3. 2020年4月9日発売[講 3]、ISBN 978-4-06-519050-0
  4. 2020年12月9日発売[講 4]、ISBN 978-4-06-521586-9
  5. 2021年6月9日発売[講 5]、ISBN 978-4-06-523514-0
  6. 2022年6月9日発売[講 6]、ISBN 978-4-06-528097-3
  7. 2023年2月9日発売[講 7]、ISBN 978-4-06-530568-3
  8. 2023年8月8日発売[講 8]、ISBN 978-4-06-532528-5
  9. 2024年3月8日発売[講 9]、ISBN 978-4-06-534788-1
  10. 2024年9月9日発売[講 10]、ISBN 978-4-06-536740-7
  11. 2025年4月9日発売[講 11]、ISBN 978-4-06-538973-7

### 関連書籍
- 諭吉（著）・山田ヒツジ（絵）『デキる猫は今日も憂鬱 公式レシピBOOK 諭吉ごはん』講談社、2022年6月9日発売[講 12]、ISBN 978-4-06-527584-9
- 山田ヒツジ（絵）・講談社（編）『デキる猫は今日も憂鬱 公式コミックガイド 超☆諭吉LOVE』講談社〈シリウスワイドKC〉、2023年8月8日発売[講 13]、ISBN 978-4-06-531198-1

## テレビアニメ
2023年7月から9月まで毎日放送・TBS『アニメイズム』B2枠ほかにて放送された。

### スタッフ
- 原作 - 山田ヒツジ[7]
- 総監督 - 工藤進[7]
- 監督 - 横峯克昌[7]
- 脚本 - 八薙玉造[7]
- キャラクターデザイン・総作画監督 - 内田孝行[7]
- 総作画監督 - 谷圭司、古田誠
- メインアニメーター - 大久保宏、鈴木信吾
- 編集 - 藤本理子
- 音響監督 - 村松久進
- 音響効果 - 安藤由衣
- 音楽 - Ryosuke Kojima
- 音楽制作 - FABTONE
- 音楽プロデューサー - 寿福知之
- プロデューサー - 長谷川和彦、深尾聡志、松本拓也、亀井博司、角谷謙二、外川明宏
- アニメーションプロデューサー - 岸本鈴吾
- シリーズ構成・アニメーション制作 - GoHands[7]
- 製作 - デキる猫は今日も憂鬱製作委員会

### 主題歌
「憂う門には福来たる」
someiによるオープニングテーマ。作詞・作曲はsomei、編曲は福田真一朗。
「破壊前夜のこと」
asmiによるエンディングテーマ。作詞・作曲はasmi、編曲はTaro Ishida。

### 各話リスト
| 話数   | サブタイトル               | 絵コンテ                   | 演出              | 作画監督                                                                                | 初放送日      |
| ------ | -------------------------- | -------------------------- | ----------------- | --------------------------------------------------------------------------------------- | ------------- |
| 01缶め | デキる猫は今日も憂鬱       | 鈴木信吾 小寺勝之          | 鈴木信吾 横峯克昌 | 安達翔平 内田孝行 上條円己 鈴木信吾 関谷夏実 谷圭司 西川知栄美 藤坂真衣 古田誠 室井大地 | 2023年 7月8日 |
| 02缶め | デキる猫は大きく育った     | 小寺勝之 横峯克昌          | 立花昌之 安達翔平 | 内田孝行 上條円己 谷圭司 西川知栄美 古田誠 室井大地                                     | 7月15日       |
| 03缶め | デキる猫はお世話がデキる   | 小寺勝之                   | 立花昌之 安達翔平 | 内田孝行 谷圭司 古田誠 西川知栄美 室井大地                                              | 7月22日       |
| 04缶め | デキる猫は水族館に行く     | 小寺勝之 横峯克昌          | 山岸徹一          | 安達翔平 内田孝行 上條円己 後藤玲奈 関谷夏実 谷圭司 西川知栄美 藤坂真衣 古田誠 室井大地 | 7月29日       |
| 05缶め | デキる猫はお誕生会にも行く | 小寺勝之 横峯克昌          | 山岸徹一          | 内田孝行 後藤玲奈 関谷夏実 谷圭司 西川知栄美 古田誠 室井大地                            | 8月5日        |
| 06缶め | デキる猫は写真映りがいい   | 小寺勝之 横峯克昌          | 安達翔平 立花昌之 | 内田孝行 谷圭司 西川知栄美 古田誠 室井大地                                              | 8月12日       |
| 07缶め | デキる猫はDIYもデキる      | 小寺勝之 横峯克昌          | 安達翔平 立花昌之 | 内田孝行 谷圭司 西川知栄美 古田誠 室井大地                                              | 8月19日       |
| 08缶め | デキる猫は心配が多い       | 小寺勝之 鈴木信吾 横峯克昌 | 横峯克昌          | 内田孝行 上條円己 谷圭司 藤坂真衣 古田誠                                                | 8月31日       |
| 09缶め | デキる猫は懐かれる         | 小寺勝之 横峯克昌          | 横峯克昌          | 内田孝行 上條円己 谷圭司 西川知栄美 藤坂真衣 古田誠                                     | 9月2日        |
| 10缶め | デキる猫は留守番がデキる？ | 小寺勝之 横峯克昌          | 山岸徹一          | 内田孝行 後藤玲奈 谷圭司 関谷夏実 西川知栄美 藤坂真衣 古田誠                            | 9月9日        |
| 11缶め | デキる猫は健康に気をつかう | 小寺勝之 横峯克昌          | 山岸徹一          | 内田孝行 上條円己 後藤玲奈 谷圭司 関谷夏実 西川知栄美 藤坂真衣 古田誠                   | 9月16日       |
| 12缶め | デキる猫は家を出て行く？   | 小寺勝之 横峯克昌          | 安達翔平          | 安達翔平 内田孝行 坂元愛里 谷圭司 西川知栄美 藤坂真衣 古田誠                            | 9月23日       |
| 13缶め | デキる猫は明日も憂鬱       | 小寺勝之 横峯克昌          | 安達翔平          | 安達翔平 内田孝行 坂元愛里 谷圭司 西川知栄美 藤坂真衣 古田誠                            | 9月30日       |

### 放送局・配信サイト
| 放送期間                                            | 放送時間                     | 放送局    | 対象地域   | 備考                                 |
| --------------------------------------------------- | ---------------------------- | --------- | ---------- | ------------------------------------ |
| 2023年7月8日 - 9月30日                              | 土曜 2:23 - 2:53（金曜深夜） | 毎日放送  | 近畿広域圏 | 製作参加                             |
|                                                     |                              | TBSテレビ | 関東広域圏 |                                      |
|                                                     | 土曜 3:00 - 3:30（金曜深夜） | BS-TBS    | 日本全域   | BS/BS4K放送                          |
| 2023年7月14日 - 10月6日                             | 金曜 20:30 - 21:00           | AT-X      | 日本全域   | CS放送 / 字幕放送 / リピート放送あり |
| 毎日放送・TBSテレビ・BS-TBSは『アニメイズム』B2枠。 |                              |           |            |                                      |

| 配信開始日    | 配信時間                   | 配信サイト |
| ------------- | -------------------------- | --- |
| 2023年7月8日  | 土曜 2:53（金曜深夜） 更新 | dアニメストア DMM TV |
| 2023年7月13日 | 木曜 2:53（水曜深夜） 更新 | Netflix Amazon Prime Video ABEMA U-NEXT アニメ放題 Hulu FOD ニコニコチャンネル Lemino MBS動画イズム TVer クランクイン！ビデオ |
|               | 木曜 3:00（水曜深夜） 更新 | バンダイチャンネル |
|               | 木曜 12:00 更新            | HAPPY!動画 |
|               | 木曜 23:00 更新            | ニコニコ生放送 |
| 2023年7月14日 | 金曜 0:00（木曜深夜） 更新 | TELASA J:COMオンデマンド メガパック milplus auスマートパスプレミアム                                                          |
| 2023年7月27日 | 木曜 2:53（水曜深夜） 更新 | アニメタイムズ |

### BD
| 巻 | 発売日         | 収録話          | 規格品番  |
| -- | -------------- | --------------- | --------- |
| 1  | 2023年9月27日  | 第1話 - 第4話   | DMPXA-330 |
| 2  | 2023年10月25日 | 第5話 - 第7話   | DMPXA-331 |
| 3  | 2023年11月29日 | 第8話 - 第10話  | DMPXA-332 |
| 4  | 2023年12月20日 | 第11話 - 第13話 | DMPXA-333 |

### ゲーム
『デキる猫は今日も憂鬱〜デキる猫はパズルもデキる〜』のタイトルで、スマートフォン向けゲームが2024年9月30日にリリース。ジャンルは3マッチパズルゲーム。基本プレイ無料のアプリ内課金制。
| 毎日放送・TBS アニメイズム B2 | 毎日放送・TBS アニメイズム B2 | 毎日放送・TBS アニメイズム B2 |
| 前番組                        | 番組名                        | 次番組                        |
| ----------------------------- | ----------------------------- | ----------------------------- |
| 江戸前エルフ                  | デキる猫は今日も憂鬱          | カノジョも彼女 Season 2       |